# Ratiboř (okres Vsetín)
Obec Ratiboř se nachází v okrese Vsetín ve Zlínském kraji, zhruba 7 km severozápadně od Vsetína, v údolí potoka Ratibořky v Hostýnských vrších (subprovincie pohoří Hostýnsko-vsetínská hornatina). Žije zde přibližně 1 800 obyvatel. V roce 2019 obec získala zlatou stuhu za vítězství v krajském kole v soutěži Vesnice roku a v celorepublikovém finále této soutěže se umístila na 2. příčce. V roce 2022 Ratiboř zaznamenala významný mezinárodní úspěch, když v konkurenci 21 evropských obcí obdržela Zlaté ocenění Evropské ceny obnovy vesnice, které si ratibořští převzali v květnu 2023 na slavnostním vyhlášení v Německu.

## Historie

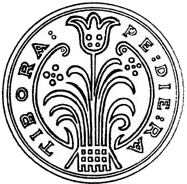
Pečeť obce Ratiboř

První písemná zmínka o obci pochází z roku 1306. První písemné záznamy o Ratiboři se nacházejí v latinsky psané kronice z roku 1306, kdy poslední Přemyslovec král Václav III. vydal listinu, v níž oznamuje, že na soutoku Bečvy a potoka Ratibořka zakládá cisterciácký klášter Tronus regis (Králův trůn). Král Václav III. však byl nedlouho po vydání listiny v Olomouci zavražděn a ke stavbě kláštera již nedošlo. Úmysl krále založit v Ratiboři klášter připomíná obecní znak, udělený roku 1998. Počátkem roku 2012 zde žilo 1811 obyvatel, v roce 2006 jich bylo 1739.
V roce 1949 ztratila obec část Semetín, připojena ke Vsetínu.

## Občanská vybavenost
Je zde mateřská škola a pětiletá základní škola. Obě jsou nově zrekonstruovány. Zdravotní středisko sídlí v nově zrekonstruované budově obecního úřadu. Je zde zajištěna kompletní péče (praktický lékař pro děti a dorost, praktický lékař pro dospělé, gynekolog). Ve stejné budově je taktéž lékárna a pošta, která svažuje i sousední obec Kateřinice, která se stala Vesnicí roku 2014. V obci se nacházejí tři obchody zajišťující prodej potravin, pekařství, drogerie, průmyslové zboží a textil. Též se zde nachází chovatelské a zahrádkářské potřeby. V obci působí i několik kadeřnic, stolařů, truhlářů a dalších řemesel. Služby v obci se neustále rozvíjejí. V obecní knihovně a na obecním úřadě je k dispozici veřejný internet.
V poslední době[kdy?] obec prochází nenápadnou, ale rozsáhlou revitalizací. Prostory kolem fotbalového hřiště, kanalizace, chodníky, cesty, budova základní školy. Rekonstrukce sokolovny a vybudování umělé plochy s osvětlením za ním, které využívá škola, ale i veřejnost. Rekonstrukce budovy Svazarmu a hasičského domu. V neposlední řadě revitalizace budovy obecního úřadu. Obec má dobudovanou vodovodní síť, plynofikaci, kabelovou televizi s vysokorychlostním internetem a kanalizaci s čističkou odpadních vod.

## Pamětihodnosti
- Pomník padlým partyzánům, v lesích
- Pomník Jana Maniše v Kobelném
- Přírodní památka Křížový
- Přírodní památka Zbrankova stráň
- Údolní rozhledna Věruška

## Galerie

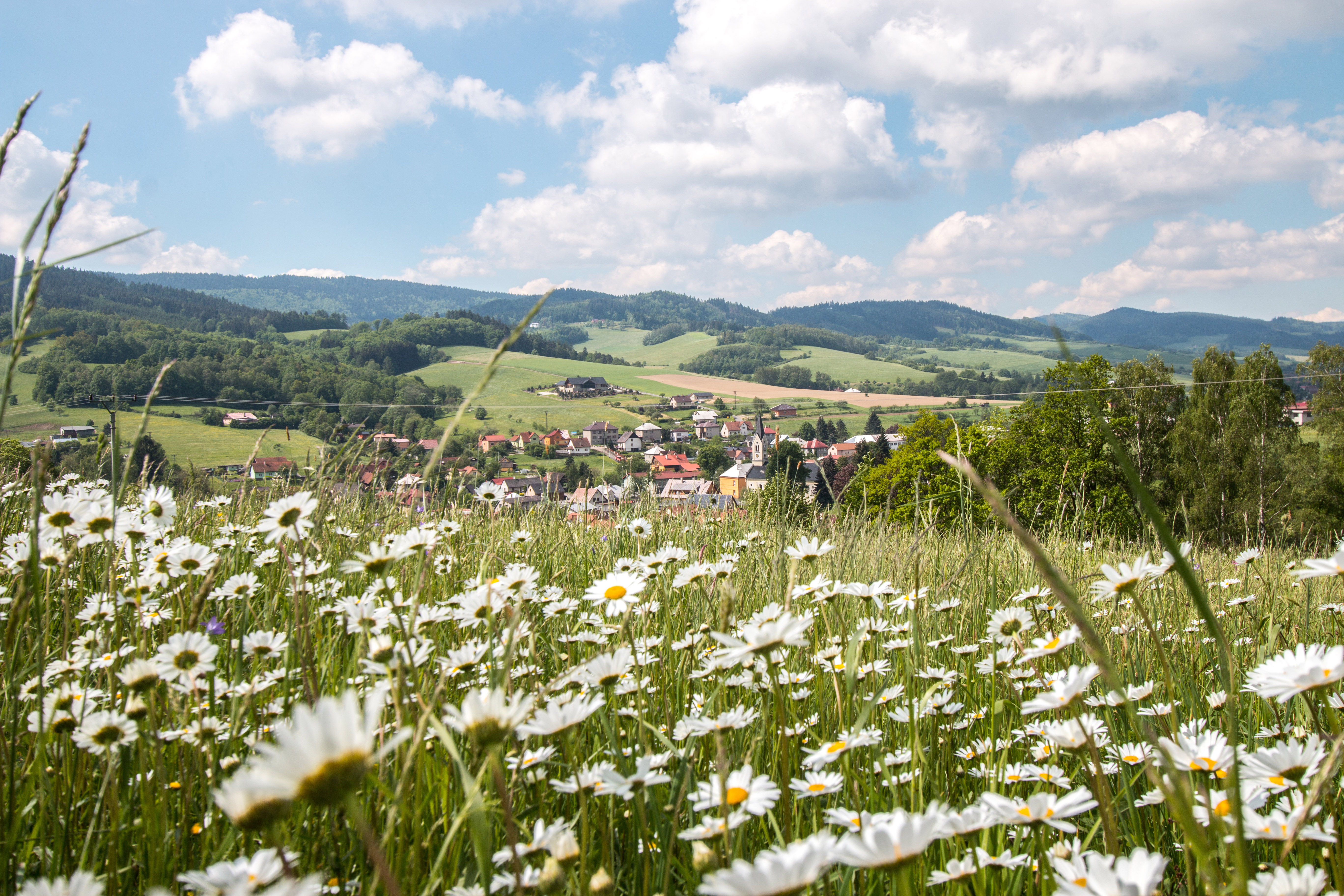
Pohled na Ratiboř ze Zbrančáku
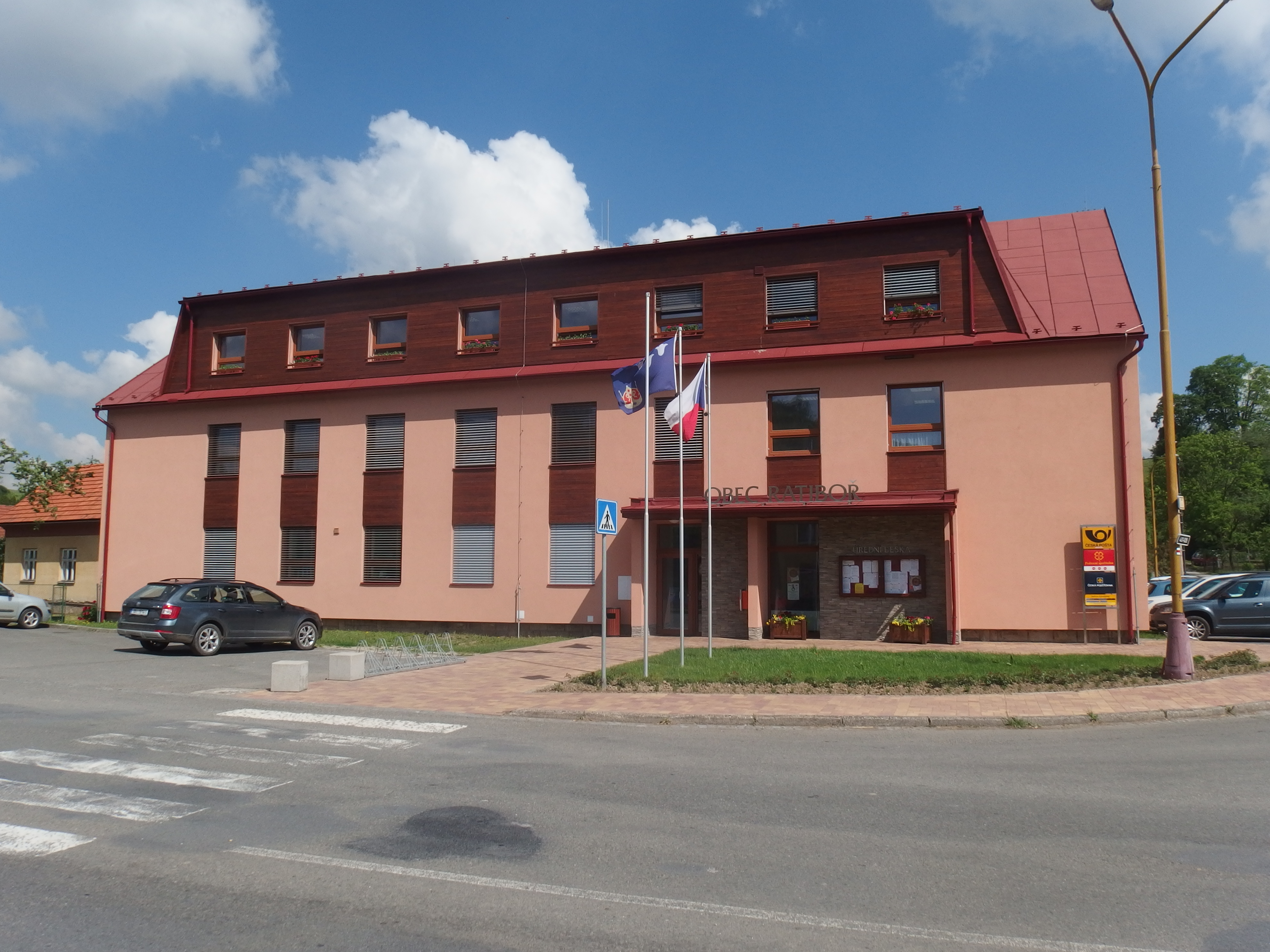
Obecní úřad
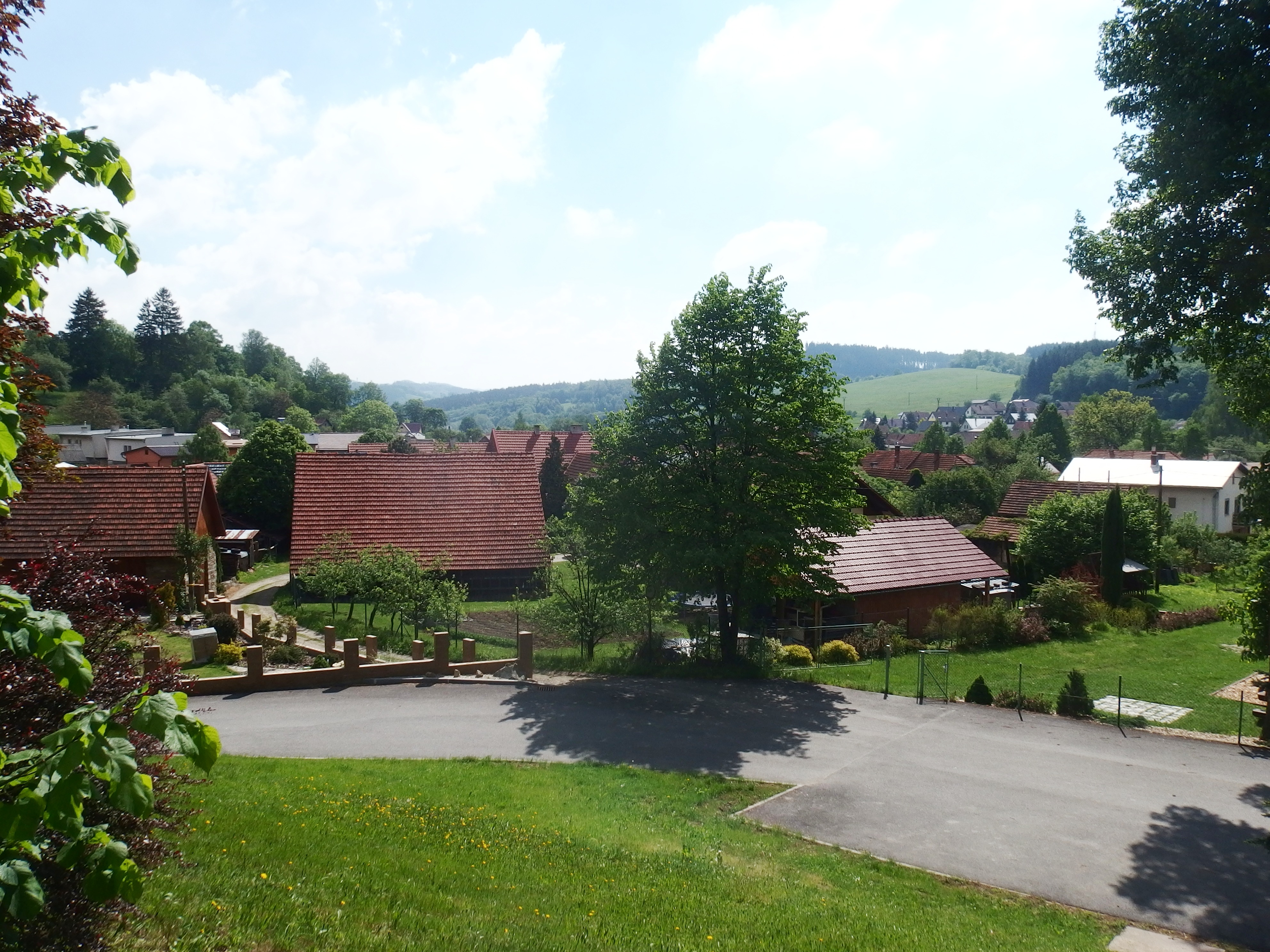
Pohled od hřbitova
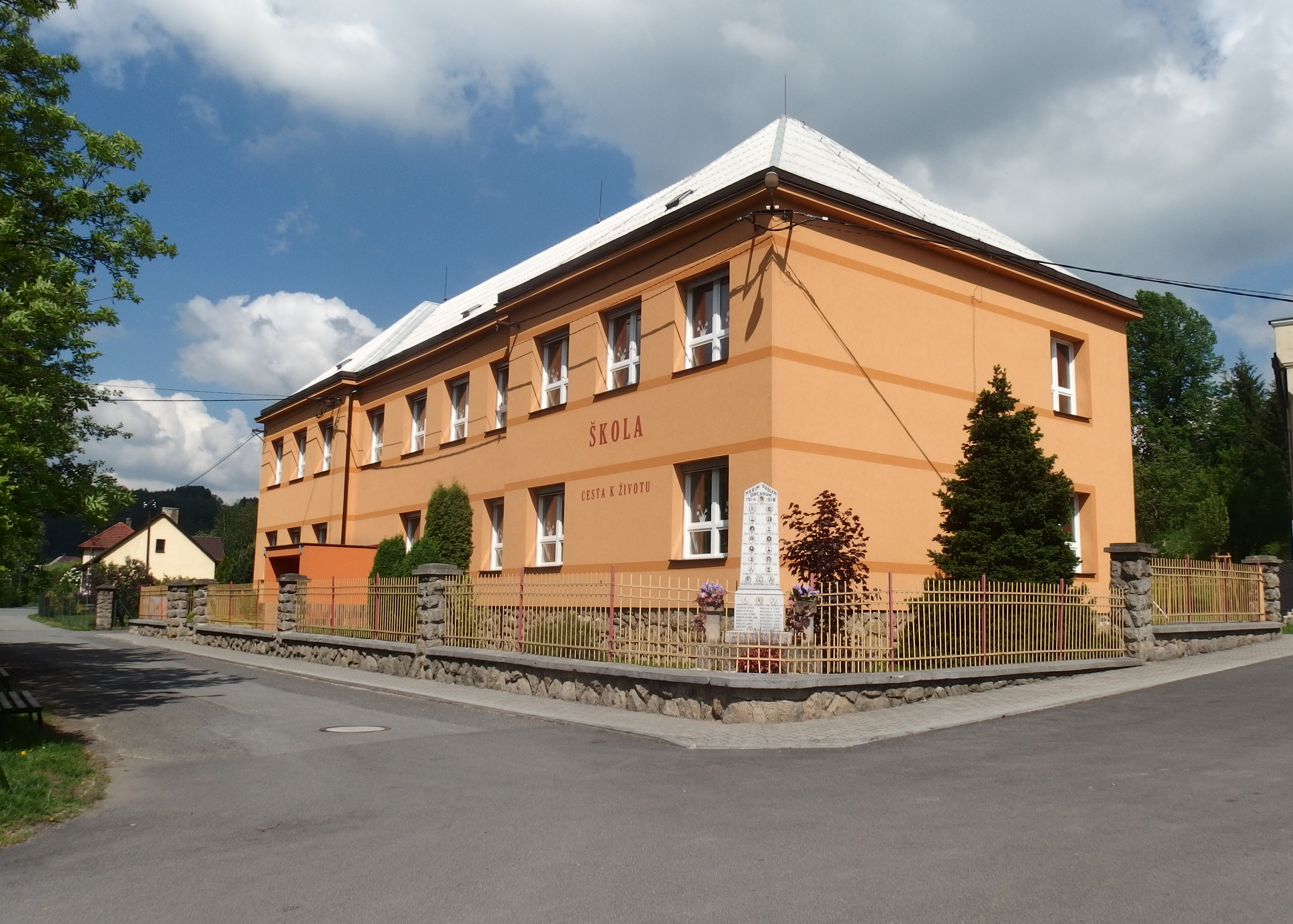
Škola a pomník obětem I. sv. války
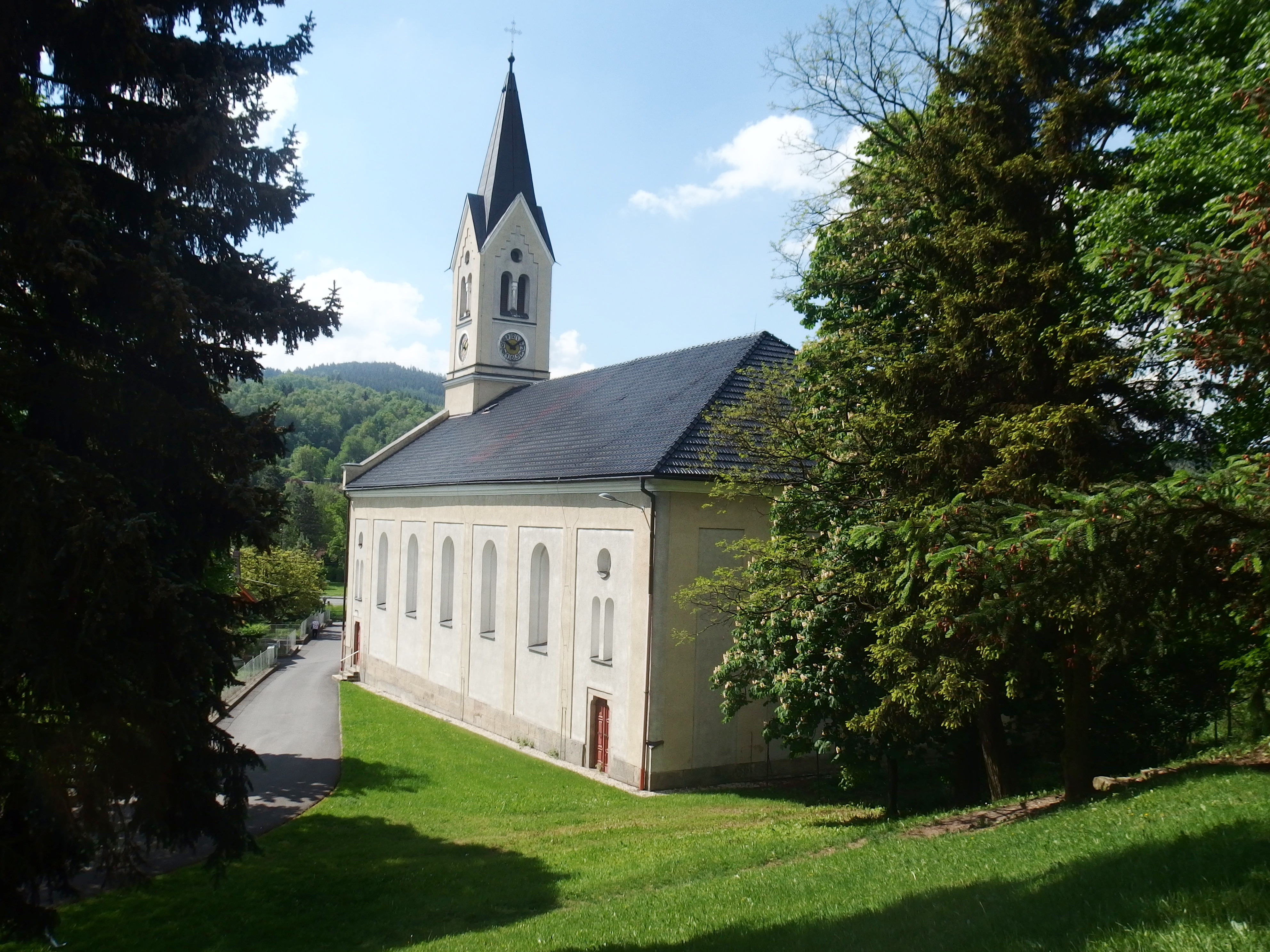
Evangelický kostel
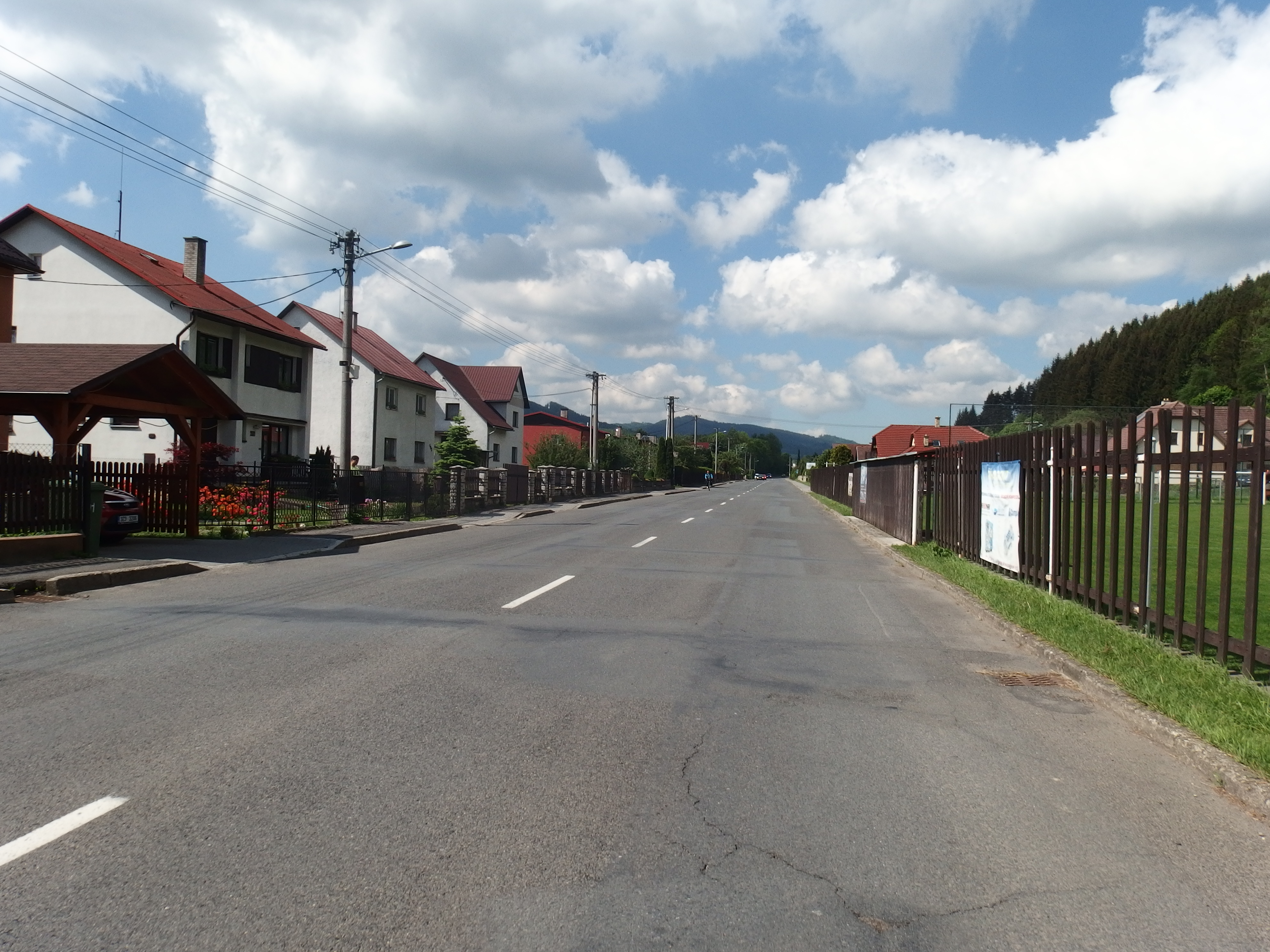
Ulice směrem na Hošťálkovou

## Významné osobnosti
- Ladislav Baletka – historik a archivář
- Jan Maniš – obecní evangelický kazatel. Na obranu svobody vyznání se vydal do Vídně, ale vrátil se s nepořízenou. Žil pak v utajení, ovšem v roce 1779 se vydal znovu za císařem do Těšína, který zde byl na kongresu. Znovu musel uprchnout, zanedlouho byl dopaden a i po zapření svého příjmení v něm byl poznán Jan Maniš. Poté byl odvezen do Brna, byl vězněn a vyslýchán, a když se otevřeně přihlásil k evangelickému vyznání, byl odsouzen k tříměsíční práci v okovech. Jednou týdně se také musel ukazovat na tržišti pod pranýřem s česko-německým nápisem „Přestupník ustanovení zemských“. Po uplynutí trestu byl spolu s rodinou vyhoštěn do Sedmihradska, děti mu byly následně odebrány a předány na katolické převychování, majetek zkonfiskován a dán katolickému hospodáři. Z Uher se již nevrátil. I když byl Maniš tvrdý zastánce reformace a celé jeho snažení sice po dobu jeho života nebylo vyslyšeno, po smrti byl roku 1781 byl vydán Toleranční patent a poté také výstavěn Manišův pomník v části obce Kobelné, který byl umístěn tam, kde dřív stával Manišův statek.

## Kultura a umění
V obci se před nedávnem obnovila tradice a po dlouhé době se začaly konat jarmarky. V okolí je vyhlášená soutěž Gulášový král, které se pravidelně zúčastňují soutěžící a diváci i ze zahraničí (především ze Slovenska). Spolu s touto akcí se pravidelně koná pochod (jsou vždy dvě trasy), jehož trasa začíná u Základní školy v Ratiboři a končí u Hasičského domu. Během ní mají účastníci možnost poznat některé krásy Valašské přírody.
Nachází se zde sbor farní sbor Českobratrské církve evangelické v Ratiboři.
A v roce 2017 zde bylo po dlouhých letech obnovené ochotnické divadlo, které v současnosti reprízuje velmi úspěšnou komediální satiru z prostředí obecního zastupitelstva - „Zase ti tupitelé“.

## Spolky a organizace
- Sbor dobrovolných hasičů Ratiboř
- Ochotnické divadlo Ratiboř (OD Ratiboř)
- Mateřské centrum Budníček
- Český svaz chovatelů
- TJ Sokol Ratiboř
- Kynologický klub
- Myslivecký spolek Ratiboř - Červené
- Český zahrádkářský svaz
- KOSÁCI